# Список умерших в 1192 году

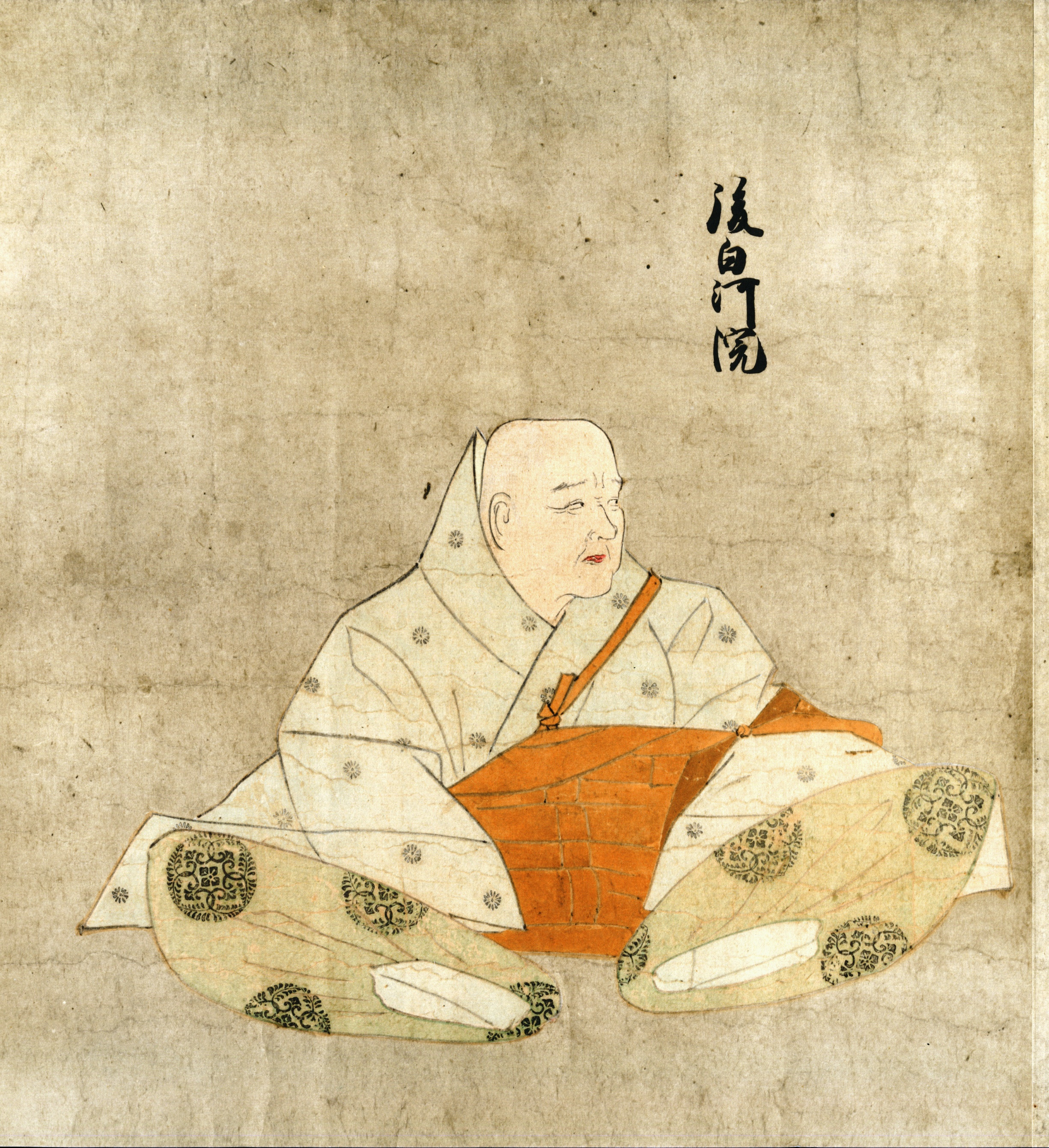
Император Го-Сиракава

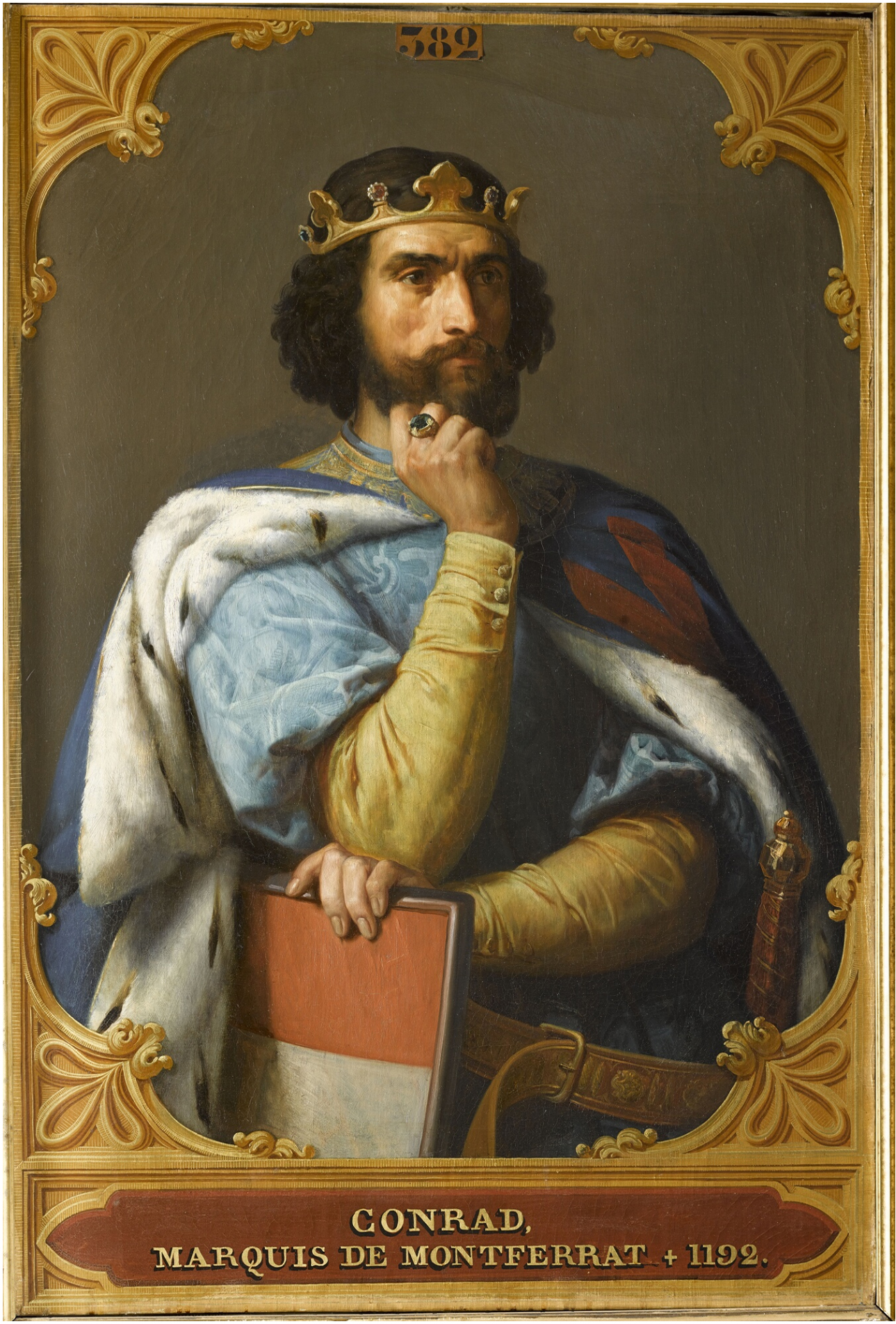
Коррадо дель Монферрато

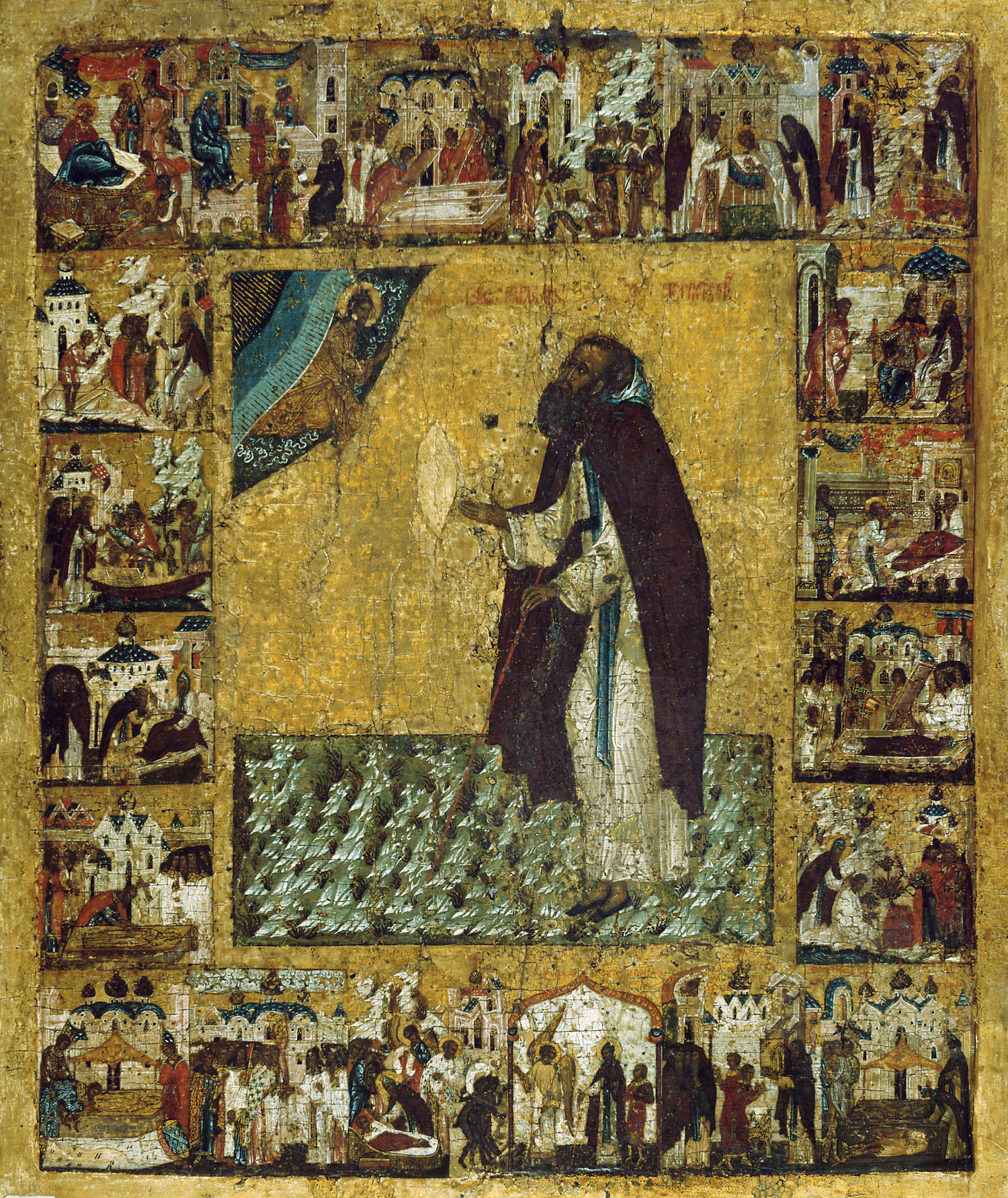
Варлаам Хутынский

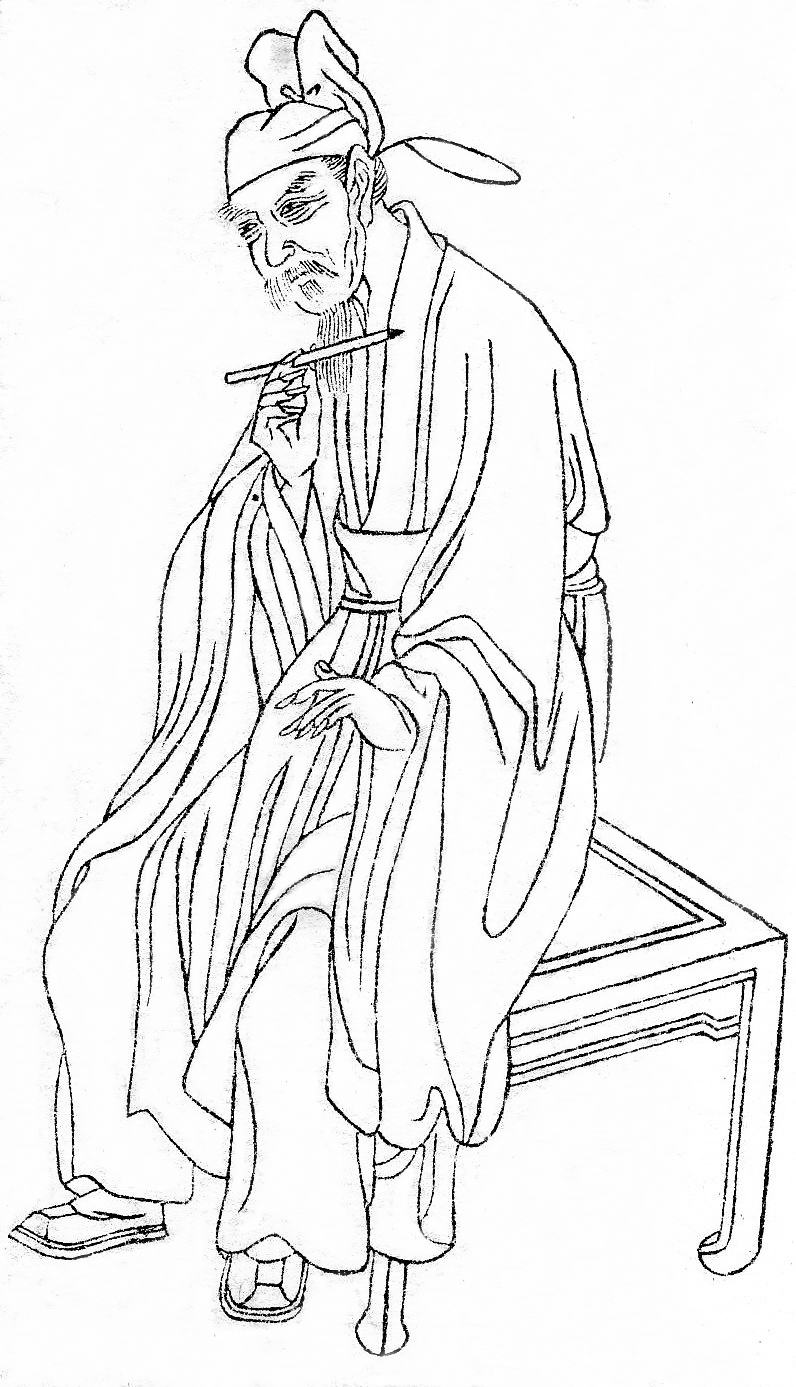
Лу Сяншань

В этой статье представлен список известных людей, умерших в 1192 году.
См. также: Категория:Умершие в 1192 году

## Февраль
- 1 февраля — Готокудайдзи-но Садайдзин, японский государственный деятель, поэт.

## Март
- 27 марта — Энсфрид Кёльнский — — святой (преподобный) католической церкви.

## Апрель
- 26 апреля — Император Го-Сиракава (64) — император Японии (1155—1158)
- 28 апреля — Коррадо дель Монферрато — византийский полководец, затем полководец крестоносцев, сеньор Тира (1187—1192), король Иерусалима (1190—1192), маркграф Монферрата (1191—1192). Убит в Тире

## Май
- 8 мая — Отакар IV (28) — маркграф Штирии (1164—1180), первый герцог Штирии (1180—1192), последний правитель самостоятельного штирийского государства.

## Июль
- 11 июля — Адам Сен-Викторский, французский поэт, автор гимнов и секвенций на латинском языке; монах-августинец.

## Август
- 25 августа
  - Викманн фон Зееберг[нем.] — епископ Наумбурга (1150—1154), архиепископ Магдебурга (1152—1192)
  - Гуго (Юг) III — герцог Бургундии (1162—1192), дофин Вьеннский (1183—1192). Участник треьего крестового похода, умер на Святой Земле.
- 26 августа — Кылыч-Арслан II — Султан Рума (1156—1192).

## Октябрь
- 4 октября — Малабранка, Джованни[фр.] — итальянский кардинал-дьякон de S. Teodoro (1188—1192)

## Ноябрь
- 6 ноября — Варлаам Хутынский — основатель и первый игумен Спасо-Преображенского Хутынского монастыря, святой православной церкви
- 24 ноября — Альберт I Лувенский — князь-епископ Льежа (1191—1192), святой римско-католической церкви. Убит.

## Дата неизвестна или требует уточнения
- Амброджо дель Карретто, епископ Савоны (1183—1192) из династии Дель Карретто.
- Ашрафи Самарканди, поэт, писавший на персидском языке.
- Вацлав (Венцеслав) II — князь Брно (1173—1177), князь Оломоуца (1174—1179), князь Чехии (1191—1192), умер в заточении после смещения.
- Гарнье де Наплуз — Великий магистр ордена госпитальеров (1190—1192), участник Третьего крестового похода.
- Гонзало[исп.] — епископ Сеговии (1177—1192).
- Девлетшах-бей Дилмачоглу, правитель Дилмачогуллары (1145/46—1192).
- Джайя Индраварман IV, тямский полководец, Царь царей Тямпы (1163/1166—1190).
- Лу Сяншань — китайский философ эпохи Сун, основоположник неоконфуцианской «школы сердца» (心学)
- Маргарита Английская — святая римско-католической церкви[1] .
- Мастропьетро, Орио — венецианский дож (1178—1192), умер после отказа от поста.
- Плацентин — итальянский юрист, глоссатор, основатель первой средневековой юридической школы во Франции — впоследствии юридического факультета университета Монпелье.
- Притхвирадж III — царь (махараджа) из индуистской раджпутской династии Чаухан (1166—1192). Погиб во время Второй тараинской битвы
- Раймонд Джоффри[англ.] — виконт Марселя, покровитель трубадуров.
- Рашид да-Дин ас-Синан, лидер сирийских назаритов — ассасинов, «Старик гор».
- Хосров Малик ибн Хосров-шах, последний султан из династии Газневидов (1160—1186).
- Д’Асп, Эрмангар — великий магистр ордена госпитальеров (1187——1190), участник третьего крестового похода. Умер под Аккой.